# Большая Аря
Большая Аря — село в Лукояновском районе Нижегородской области. Административный центр Большеарского сельсовета.

## География
Находится в южной части Нижегородской области на расстоянии приблизительно 7 километров по прямой на восток-северо-восток от города Лукоянов, административного центра района.

## История
Упоминается с 1625 года как деревня Аря, принадлежащая Осипу Симакову. В 1805 году в Аре была построена церковь в честь Рождества Христова. Деревня стала называться селом Большие Ари. В XX веке село было известно своими достижениями в сельском хозяйстве. 

## Население
Постоянное население составляло 665 человека (русские 98%) в 2002 году, 547 в 2010.